# Peter Waremba
Peter Waremba (Estados Unidos, 7 de abril de 1908-17 de septiembre de 1994) fue un atleta estadounidense, especialista en la prueba de lanzamiento de martillo en la que llegó a ser medallista de bronce olímpico en 1932.

## Carrera deportiva
En los JJ. OO. de Los Ángeles 1932 ganó la medalla de bronce en el lanzamiento de martillo, llegando hasta los 50.33 metros, siendo superado por el irlandés Pat O'Callaghan (oro con 53.92 metros) y el finlandés Ville Pörhölä.